# Hestina mena
Hestina mena es una especie de lepidópteros perteneciente a la familia Nymphalidae. Es originario del sur de China y Birmania.
Las larvas se alimentan de Celtis sinensis. 

## Distribución
Se encuentra en el sur de China y en Birmania.

## Galería

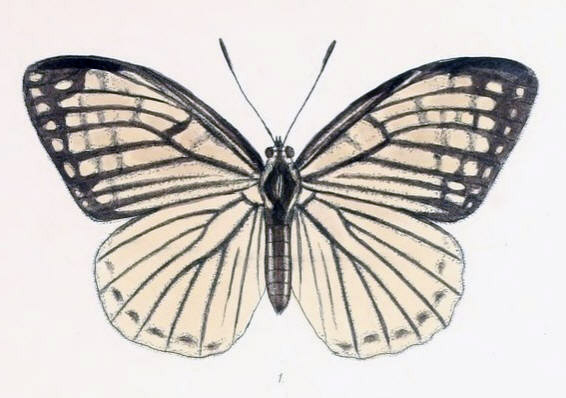
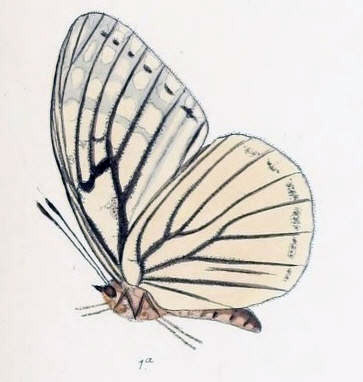